# قفل ترقيم

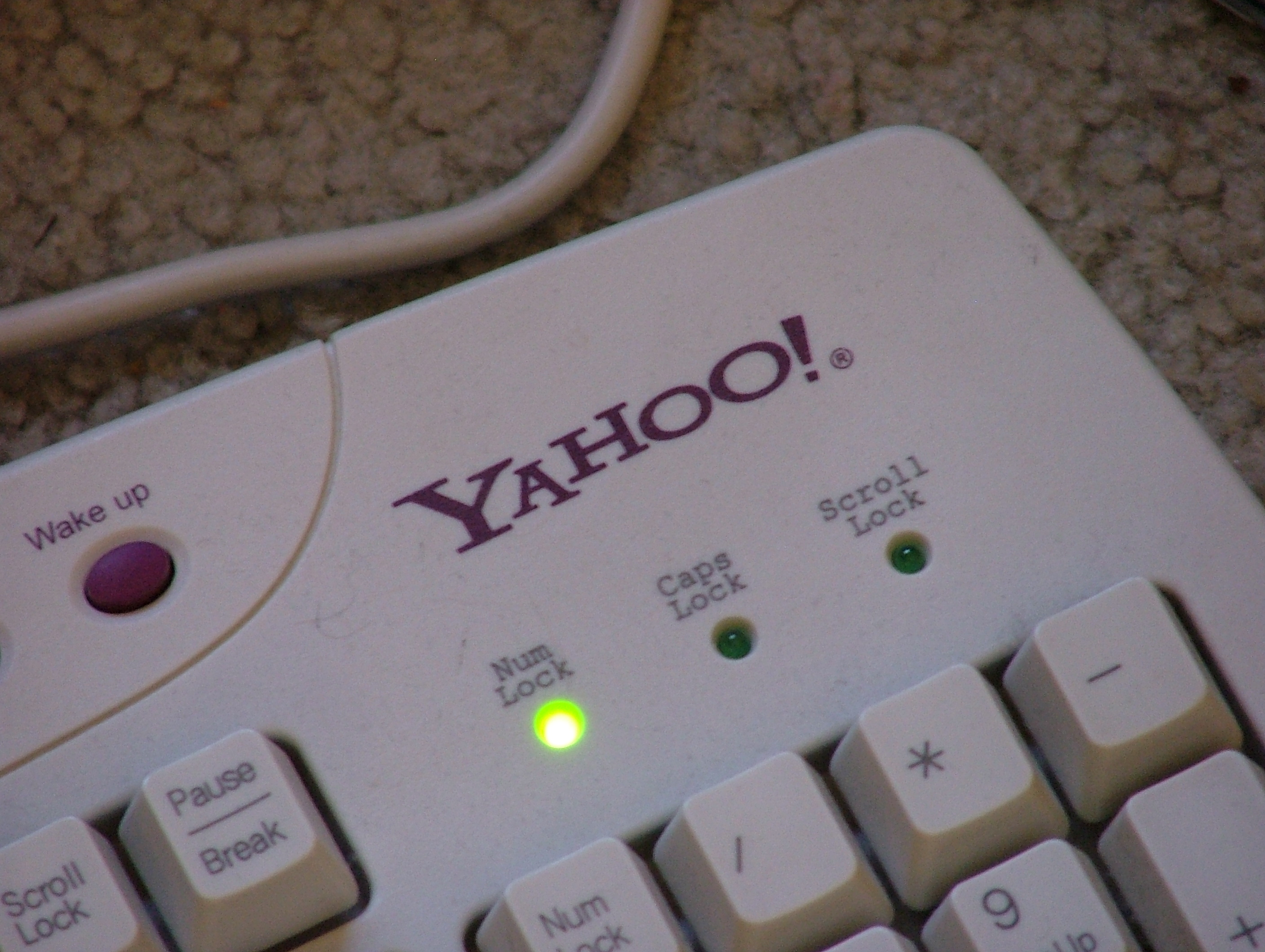
صورة للوحة مفاتيح توضح زر Num Lock وتوضح كذلك إضاءة ثنائي باعث للضوء (في الأعلى) عند النقر على الزر

قفل الترقيم (بالإنجليزية: Num Lock)‏ Num Lock هو المفتاح الذي يُمكّن لوحة المفاتيح الرقمية لأي كمبيوتر. إنها طريقة يُشار إليهِ إلى القفل الرقمي أو قفل الأرقام. يشير مؤشر ثنائي باعث للضوء عندما يكون مضاءً أو مطفأ (في الصورة). وهي موجودة في كل من لوحات المفاتيح ABNT و ABNT2 .

## تاريـخ
ظهر مفتاح Num Lock خلال مرحلة ارتبطت الأدوات الميكانيكية بالرقمية مع بداية لوحات المفاتيح الخَاصّة بـ أجهزة آي بي إم فهيَ لَم تكن تحتوي على مفاتيح أسهم منفصلة.

## المَراجع
1. 1 2  "What is a Num Lock?". www.computerhope.com (بالإنجليزية). Archived from the original on 2022-06-18. Retrieved 2022-07-05.
2. ↑  "لماذا تتعطل أحرف بعض حواسيب Mac؟.. تعرف على أسباب فوضى الـNum Lock القادمة من عصر الآلات الحاسبة". 7 ديسمبر 2018. مؤرشف من الأصل في 2022-07-05. اطلع عليه بتاريخ 2022-7-5.